# Furaneol
A furaneol eperillatú szilárd anyag (op. 73–77°C). A természetben is előfordul az eperben és más gyümölcsökben. Ez adja a friss ananász illatát, de fontos összetevője a paradicsom és a hajdina illatának is.
Az illatszeriparban használják.

## Fordítás
Ez a szócikk részben vagy egészben  a   Furaneol című angol Wikipédia-szócikk fordításán alapul.  Az eredeti cikk szerkesztőit annak laptörténete sorolja fel. Ez a jelzés csupán a megfogalmazás eredetét és a szerzői jogokat jelzi, nem szolgál a cikkben szereplő információk forrásmegjelöléseként.

## Külső hivatkozások
1. 1 2 3 4  Kémiai adatlap a Sigma-Aldrich cégtől